# ヴィータ・N3

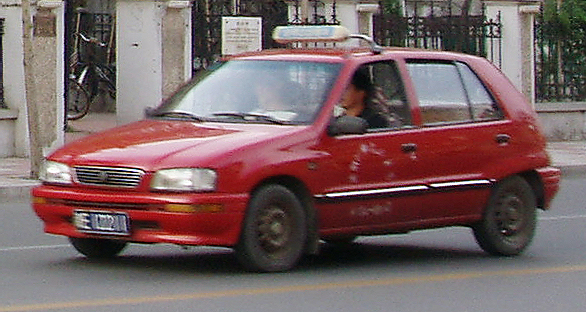
夏利

ヴィータ・N3 (VITA N3) は、第一汽車子会社天津一汽夏利汽車によって製造されていたセダンおよびハッチバックである。ダイハツ・シャレードがベースとなっていた。
中国においてシャレードは、タクシー市場と小型車市場のロングセラー車となっていた。

## 歴史
1986年9月30日、天津市微型汽車（現：天津一汽夏利汽車）がG11型ダイハツ・シャレードの生産を開始。
1990年10月14日、フルモデルチェンジしたG100型シャレードの生産を開始。
1997年12月、フェイスリフト。TJ7130UAとして販売開始。
2003年5月、フロントグリルを変更し、駿雅および紳雅として販売開始。なお、このモデルは2013年頃までAシリーズとして販売されていた。
2004年8月8日、フェイスリフト。ヘッドライトの形状など大きくデザインを変更し、N3シリーズとして販売開始。
2009年11月17日、フェイスリフト。デザインがさらに変更されたN5シリーズが販売開始。
2013年3月5日、フェイスリフト。ハッチバックのN7シリーズが販売開始。
2013年5月16日、N3シリーズ再フェイスリフト、デザインを変更。
2015年12月、N3シリーズの生産および販売が終了。
2018年3月20日、夏利すべての車種の生産が終了。従来の夏利名義から通算して名実共に30数年の歴史に幕を下ろした。

## 概要

### TJ71シリーズ[ハッチバック版1986〜2003 セダン版1990〜2003]
エンジンは直列4気筒 1L TJ376QE型および1.3L 直列4気筒 8A型エンジンを搭載し、4速マニュアルトランスミッションが組み合わせられていた。

### Aシリーズ[2003〜2013]
エンジンは直列4気筒 1.1L TJ378QE型および、1L TJ376QE型、1.3L 8A型エンジンを搭載し、4速マニュアルトランスミッションおよび5速マニュアルトランスミッションが組み合わせられていた。
また、このモデルに直列4気筒 1.4L CA4GB1型エンジンを搭載したモデルは夏利1.4として販売されていた。

### N3シリーズ[2004〜2013]
直列4気筒 1.1L TJ378QE型エンジンと、1.3L 8A型エンジンが搭載され、5速マニュアルトランスミッションが搭載される。